# عبد الله صلاح
عبد الله أمين مصلح صلاح (31 ديسمبر 1922 – 29 ديسمبر 2007) حقوقي فلسطيني، وُلِد ونشأ في مدينة طولكرم الفلسطينية، كان سفيرًا للأردن في عدد من دول العالم، ومندوبًا دائمًا للأردن لدى الأمم المتحدة، وشغل مناصب وزارية أردنية متعددة؛ منها وزيرًا للخارجية، وللنقل، وللإنشاء والتعمير، كما كان عضوًا في مجلس الأعيان الأردني.

## نشأته وتحصيله العلمي
وُلِد عبد الله أمين مصلح صلاح في مدينة طولكرم بفلسطين بتاريخ 31 ديسمبر 1922، تلقى تعليمه الابتدائي والإعدادي والثانوي في مدارس مدينته طولكرم، حيث درس في المدرسة الفاضلية بالمدينة.
حصل عام 1944 على درجة البكالوريوس مع مرتبة الشرف في العلوم السياسية من الجامعة الأمريكية في بيروت، ثم عاد إلى فلسطين، والتحق في ذات العام 1944 لدراسة الحقوق في معهد الحقوق الفلسطيني حيث تخرج من المعهد عام 1948 حاصلًا على شهادة الحقوق.
شغل منذ عام 1944 عددًا من المناصب الحكومية في فلسطين واستمر حتى عام 1962 حيث دخل في الحياة الدبلوماسية الأردنية في هذا العام.

## حياته الشخصية
والده هو «أمين مصلح صلاح» أحد شخصيات طولكرم. وشقيقه هو السياسي الفلسطيني «صلاح الدين أمين صلاح» والذي كان رئيس بلدية طولكرم خلال فترة (1951–1957) وعضوًا في أول مجلس وطني فلسطيني. وعمه هو السياسي الفلسطيني «عبد اللطيف مصلح صلاح».
عبد الله صلاح مُتزوج، وله ابنة واحدة وهي «هانيا صلاح».

## مناصبه
- سفير الأردن لدى الكويت، منذ 23 أبريل 1962 وحتى عام 1963، وهو أول سفير أردني لدى الكويت.[13]
- سفير الأردن لدى الهند، منذ عام 1963 وحتى عام 1964.[5]
- سفير الأردن لدى فرنسا، منذ عام 1964 وحتى عام 1966.[5]
- مندوب الأردن الدائم لدى اليونسكو، منذ 21 يناير 1965 وحتى عام 1966.[14]
- وزير الخارجية الأردني، منذ 22 ديسمبر 1966 وحتى 4 مارس 1967، وذلك ضمن حكومة وصفي التل الرابعة.[15]
- وزير الخارجية الأردني، ووزير الإنشاء والتعمير الأردني، منذ 4 مارس 1967 وحتى 23 أبريل 1967، ضمن حكومة حسين بن ناصر الثالثة.[16]
- وزير النقل الأردني، منذ 23 أبريل 1967 وحتى تقديم استقالته في 8 مايو 1967، وذلك في حكومة سعد جمعة الأولى.[17]
- سفير الأردن لدى فرنسا، منذ عام 1967 وحتى عام 1970.[5]
- مندوب الأردن الدائم لدى اليونسكو، منذ عام 1967 وحتى عام 1970.[18]
- وزير الخارجية الأردني، منذ 28 أكتوبر 1970 وحتى 28 نوفمبر 1971، وذلك في حكومة وصفي التل الخامسة.[19]
- عضو مجلس الأعيان الأردني التاسع، منذ 1 نوفمبر 1971 وحتى استقالته منه في 16 أبريل 1973،[20] وعضو مجلس الأمة الأردني لذات الفترة.[21]
- وزير الخارجية الأردني، منذ 29 نوفمبر 1971 وحتى 21 أغسطس 1972، وذلك في حكومة أحمد اللوزي الأولى.[22]
- سفير الأردن لدى الولايات المتحدة الأمريكية، منذ عام 1973 وحتى عام 1980.[5]
- سفير الأردن لدى كندا، منذ عام 1973 وحتى عام 1980، غير مقيم.[23]
- سفير الأردن لدى المكسيك، منذ عام 1973 وحتى عام 1980، غير مقيم.[23]
- سفير الأردن لدى الصين، منذ عام 1977 وحتى عام 1978، غير مقيم.[24]
- سفير الأردن لدى سويسرا، منذ عام 1980 وحتى عام 1983.[23]
- سفير الأردن لدى النمسا، منذ عام 1980 وحتى عام 1983.[23]
- مندوب الأردن الدائم لدى الأمم المتحدة، منذ عام 1983 وحتى عام 1992.[5]
- سفير الأردن لدى كوبا، منذ عام 1985، غير مقيم.
- عضو مجلس الأعيان الأردني السابع عشر، ونائب رئيس المجلس،[6] منذ 23 نوفمبر 1993 وحتى 22 نوفمبر 1997،[25] وعضو مجلس الأمة الأردني لذات الفترة.[21]
- عضو اللجنة الملكية لشؤون القدس، منذ السبعينات وحتى وفاته.[26]

## موقفه من الاحتلال الإسرائيلي
كان عبد الله صلاح يشدد بموقفه على ضرورة انسحاب إسرائيل من كافة الأراضي التي احتلتها.

## إصابته يوم اغتيال وصفي التل
تعرض عبد الله صلاح للإصابة بجروح وذلك لحظة اغتيال رئيس الوزراء الأردني وصفي التل في القاهرة بتاريخ 28 نوفمبر 1971، حيث كان عبد الله صلاح بجانب التل.

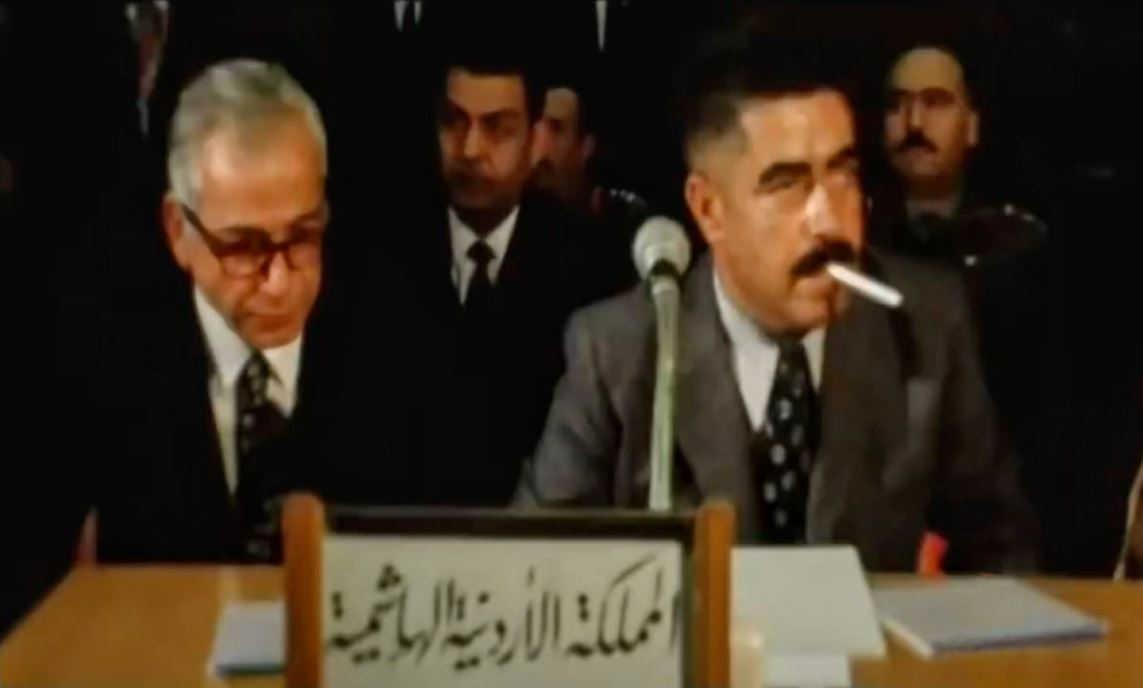
وصفي التل وبجانبه يسارًا عبد الله صلاح في اجتماع جامعة الدول العربية في القاهرة وذلك قبل لحظات من حدوث عملية اغتيال التل، 28 نوفمبر 1971.
عبد الله صلاح والملك الأردني الحسين بن طلال يتقدمان جنازة وصفي التل في عمان، 29 نوفمبر 1971.

## أوسمة
جرى تقليد عبد الله صلاح بمجموعة من الأوسمة، أبرزها:
- وسام الاستقلال الأردني من الدرجة الأولى.[5]
- وسام الكوكب الأردني من الدرجة الأولى.[5]
- وسام النهضة الأردني من الدرجة الأولى.[5]
- وسام الأرز اللبناني من رتبة الوشاح الأكبر.[5]
- وسام الاستحقاق الفرنسي.[5]
- وسام التاج البلجيكي.[5]
- وسام مئوية الدولة الأردنية،[29] من الملك الأردني عبد الله الثاني بن الحسين،[30] بتاريخ 17 أكتوبر 2021،[31] وذلك تقديرًا لجهوده الدبلوماسية والسياسية، ولخدمته في العمل العام أكثر من أربعين عامًا، ولدوره في اللجنة الملكية لشؤون القدس.[32]

## وفاته
توفي عبد الله صلاح في العاصمة الأردنية عمان بتاريخ 29 ديسمبر 2007 متأثرًا بأمراض القلب. ونعى رئيس الوزراء الأردني معروف البخيت عبد الله صلاح، واستذكر البخيت «الخدمات الجليلة» التي قدمها عبد الله صلاح للأردن.

## وصلات خارجية
- السيرة الذاتية لعبد الله صلاح، موقع مجلس الأعيان الأردني.
- عبد الله صلاح يتحدث عن حادثة اغتيال وصفي التل على يوتيوب
- الملك الأردني عبد الله الثاني يمنح الراحل عبد الله صلاح وسام مئوية الدولة الأردنية، بتاريخ 17 أكتوبر 2021 على يوتيوب
- Abdullah Amin Salah, Washington Post